# The Punisher (película de 1989)

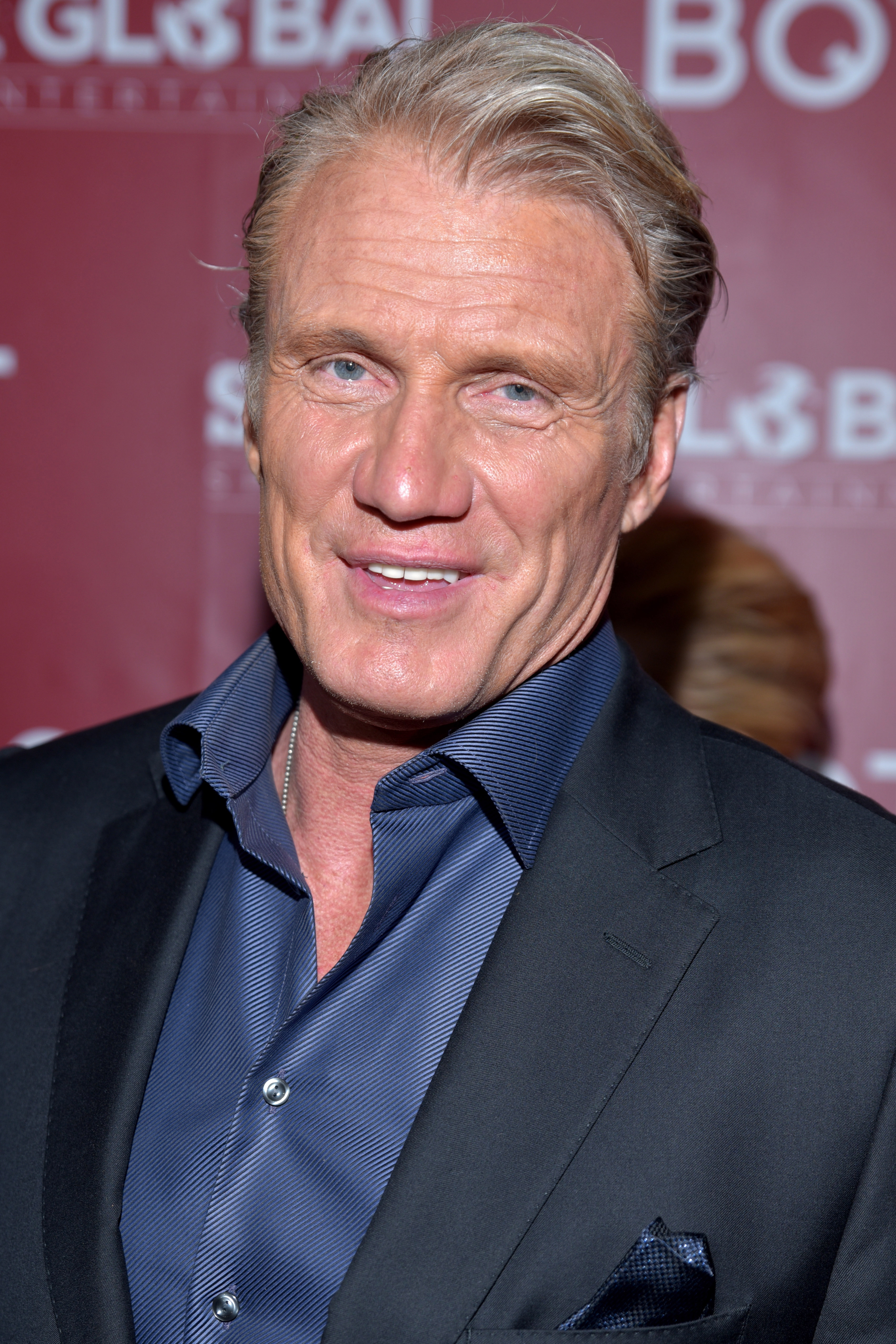
Dolph Lundgren

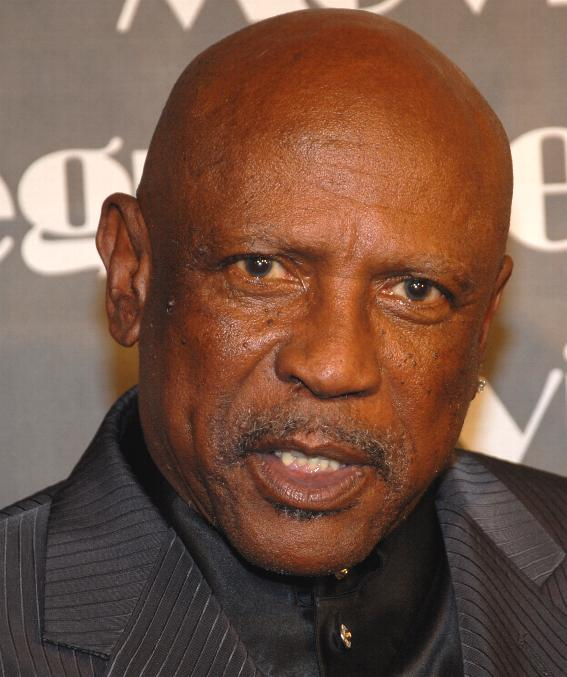
Louis Gossett Jr.

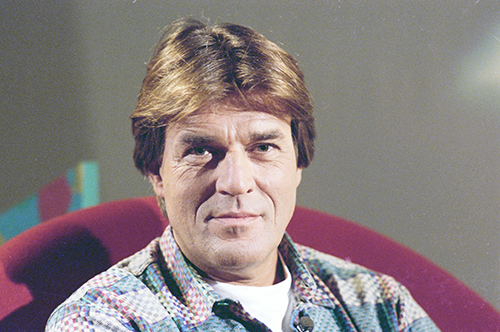
Jeroen Krabbé

The Punisher (Vengador en España y El Castigador en Hispanoamérica) es una película de acción australiana-estadounidense de 1989, basada en el personaje homónimo de Marvel Comics, protagonizada por Dolph Lundgren. La película cambia muchos detalles de la historia de origen del Punisher, y elimina el icónico uniforme con la calavera y en su lugar tiene un cuchillo con la calavera en su empuñadura como su marca registrada.
Artisan Entertainment y Lionsgate hicieron un reboot de la serie en 2004 y nuevamente en 2008 con Punisher: War Zone.

## Trama
Frank Castle (Dolph Lundgren), apodado The Punisher (El Castigador), es un vigilante misterioso que ha matado a 125 personas vinculadas a la mafia en los últimos 5 años. Castle es un exagente de la policía, cuya familia fue asesinada con una bomba. Vive en las alcantarillas y libra una guerra de un solo hombre contra el crimen organizado. Su único amigo y aliado es un viejo alcohólico llamado Shake, que habla en rima por razones inexplicables. Castle está ahora declarado legalmente muerto, pero mata mafiosos dondequiera que pueda encontrarlos.
Debido a su guerra contra ellos, las familias mafiosas se han debilitado, obligando a uno de los líderes de la familia, Franco (Jeroen Krabbé), a entrar y tomar el control. Franco tiene un plan para juntar a las familias como una sola unidad. Esto, sin embargo, ha atraído la atención de la Yakuza, el más poderoso sindicato del crimen del Japón. Liderada por Lady Tanaka (Kim Miyori), la Yakuza decide hacerse cargo de las familias de la mafia y todos sus intereses. Con el fin de influir en los mafiosos, secuestran a sus hijos.
Castle actuará ahora contra la Yakuza para liberar a los niños secuestrados, consiguiendo liberarlos a casi todos. Sin embargo, Castle es detenido por la policía, sólo para ser liberado por los hombres de Franco, ya que éste quiere que el Punisher le ayude a salvar a su hijo. Franco y el Punisher van a la sede de la Yakuza, luchan y matan a todos los Yakuza, incluyendo a Lady Tanaka y su hija y encuentran al hijo de Franco. Al reunirse con su hijo, Franco traiciona al Punisher en un esfuerzo por matarlo, pero el Punisher gana, matando a Franco. A medida que llega la policía, Castle advierte al hijo de Franco que no siga la senda de su padre, o de lo contrario lo estaría esperando, y desaparece de la escena.

## Reparto
- Dolph Lundgren - Frank Castle / El Castigador
- Louis Gossett Jr. - Oficial Jake Berkowitz
- Jeroen Krabbé - Gianni Franco
- Kim Miyori - Lady Tanaka
- Bryan Marshall - Dino Moretti
- Nancy Everhard - Sam Leary
- Barry Otto - Shake
- Brian Rooney - Tommy Franco
- Kenji Yamaki - Sato
- Todd Boyce - Terrone
- Hirofumi Kanayama - Tomio
- Lani John Tupu - Laccone

## Banda sonora
Una completa obra orquestal fue escrita y dirigida por Dennis Dreith en el estudio de Warner Bros. en Burbank, California. Se editó un CD de la banda sonora el 19 de julio de 2005 (Perseverance Records, PRD006). El CD incluye varias entrevistas con el director y el compositor, así como la grabación completa multi-track estéreo. Perseverance Records también lanzó el mix 5.1 como SACD, en colaboración con Tarantula Records (TARAN001). El lanzamiento en DVD solo contiene una banda sonora monoaural (single track).

### Listado de canciones
1. "Main Titles" (2:20)
2. "Follow Dino" (0:18)
3. "Welcome Home Dino" (1:14)
4. "Dino Bites the Dust" (0:26)
5. "Praying for a Flashback" (1:05)
6. "Perfectly Frank" (0:24)
7. "Harbor Shoot-Em-Up" (4:24)
8. "Punisher M.D." (0:48)
9. "Tanaka Meets Franco" (1:13)
10. Barry Otto"Tanaka and the Punisher" (1:07)
11. "Suffer the Children" (1:25)
12. "Path to Tanaka" (0:34)
13. "Chopin" (1:12)
14. "Party Pooping Punisher" (1:52)
15. "The Pier" (1:39)
16. "The Funhouse" (0:51)
17. "Funhouse Shootout" (2:34)
18. "Pretty Poison" (1:53)
19. "Harbor Aftermath" (1:41)
20. "The Mission" (1:03)
21. "Armored Car" (0:41)
22. "Choose Your Weapon" (0:56)
23. "Bulletproof Bus" (4:51)
24. "Mini Nightmare" (0:32)
25. "Class Dismissed" (2:21)
26. "Wake Up" (1:46)

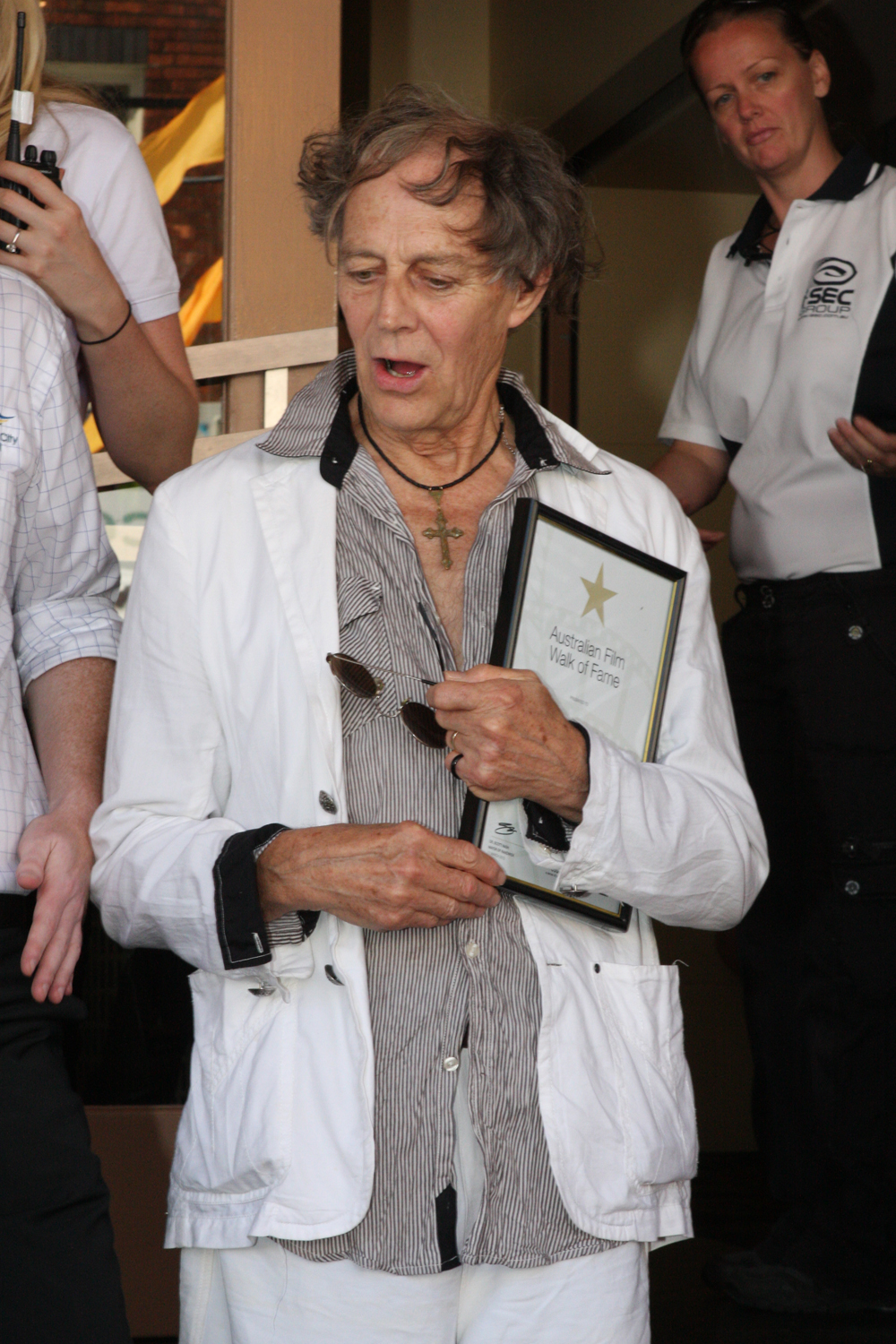
Barry Otto

27. "Pain in the Neck (Tanaka's Last Stand)" (3:53)
28. "Goodbye Castle" (3:51)
29. "Punisher Signature" (0:36)
30. "End Title" (4:24)
31. "Planet of Love" by Harry Garfield and Simon Stokes (4:37)
32. Interview: Getting the Job (6:48)
33. Interview: Spotting (1:09)
34. Interview: Scoring Scenes (4:31)
35. Interview: Orchestration (1:49)
36. Interview: Scoring Session (2:38)
37. Interview: Editing Musically (3:00)
38. Interview: Soundtrack/Distribution (2:40)
39. Interview: Sign-Off (0:16)

## Recepción
The Punisher recibió reseñas generalmente negativas de parte de la crítica y mixtas de la audiencia. En Rotten Tomatoes, la película obtuvo una aprobación de 32%, basada en 18 reseñas, con una calificación de 3.5/10, mientras que de parte de la audiencia tuvo una aprobación de 32%, basada en 51 717 votos, con una calificación de 2.7/5.
En el sitio IMDb los usuarios le han dado una calificación de 5.7/10, sobre la base de 18 621 votos. En la página FilmAffinity tiene una calificación de 4.7/10, basada en 2083 votos.